# Maxudea crassiventris
Maxudea crassiventris är en insektsart som beskrevs av Schmidt 1907. Maxudea crassiventris ingår i släktet Maxudea och familjen Machaerotidae. Inga underarter finns listade i Catalogue of Life.